# Neu Kosenow
Neu Kosenow là một đô thị trong huyện Vorpommern-Greifswald (trước thuộc huyện Ostvorpommern), bang Mecklenburg-Vorpommern, miền bắc nước Đức..